# 药山紫堇
药山紫堇（学名：Corydalis iochanensis）为罂粟科紫堇属下的一个种。

## 扩展阅读
- 維基物種上的相關：药山紫堇